# استان مبارک‌الکبیر
استان مبارک‌الکبیر (به عربی: محافظة مبارک الکبیر) یک استان در کویت است که در شرق این کشور واقع شده‌است.

## خصوصیات
استان مبارک‌الکبیر ۱۰۰ کیلومترمربع مساحت و ۲۳۰٬۷۲۷ نفر جمعیت دارد.